# Comté de San Patricio
Le comté de San Patricio, en anglais : San Patricio County, est un comté situé au sud-est de l'État du Texas, en bordure du golfe du Mexique aux États-Unis. Le siège de comté est la ville de Sinton. Selon le recensement des États-Unis de 2020, sa population est de 68 755 habitants. Le comté a une superficie de 1 833 km2, dont 1 796 km2 en surfaces terrestres. Il est nommé en référence à Patrick d'Irlande.

## Organisation du comté
La ville de San Patricio de Hibernia est fondée en avril 1834 en tant que municipalité du Mexique. Elle est baptisée en référence à Patrick d'Irlande, saint patron d'Irlande. Le 17 mars 1836, elle devient un comté de la république du Texas. Après plusieurs réorganisations foncières, celui-ci devient, le 29 décembre 1845, un comté de l’État du Texas, nouvellement créé.

## Géographie

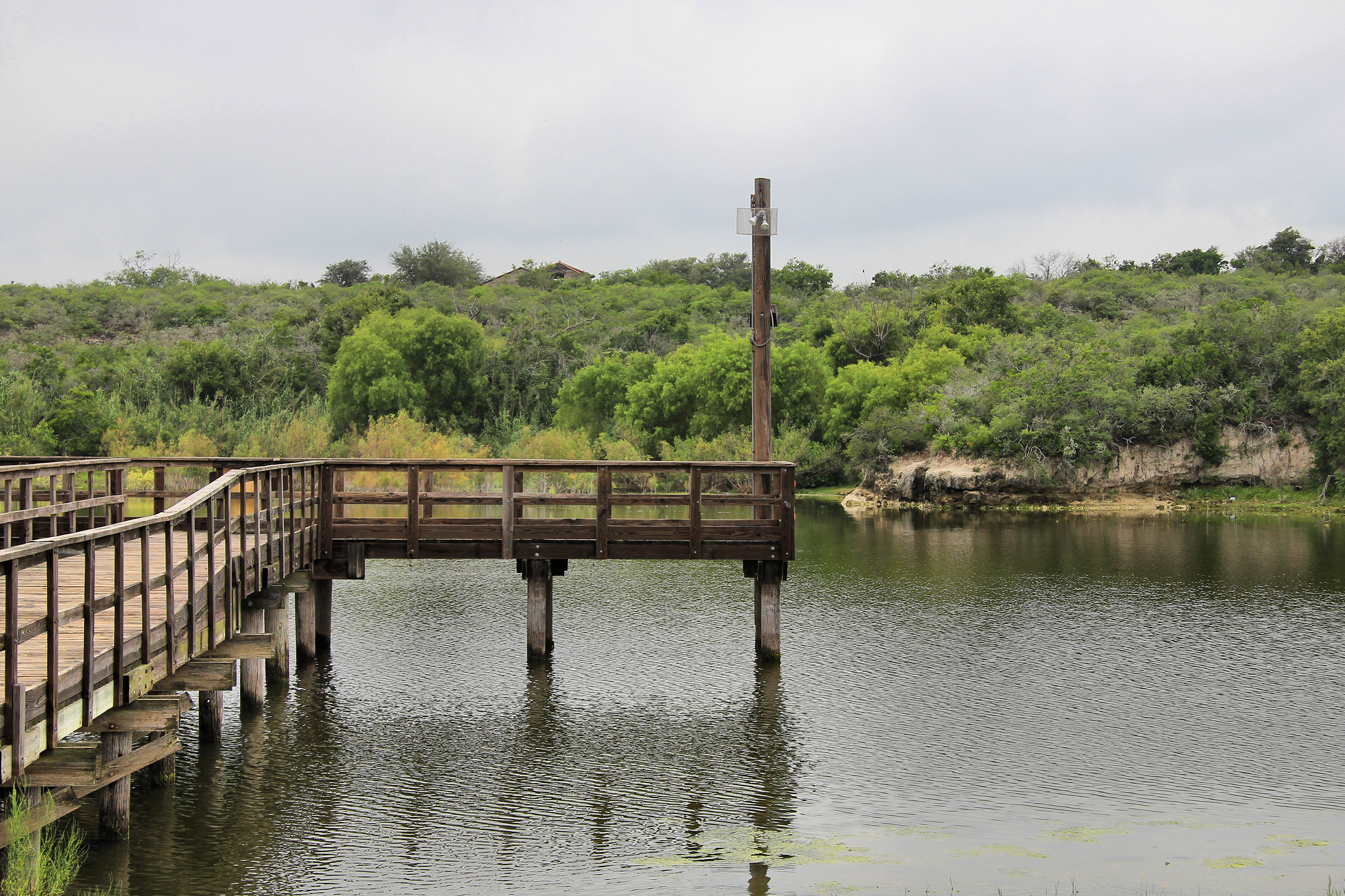
Le parc d’État du lac de Corpus Christi.

Le comté de San Patricio est situé au sud-est du Texas, en bordure du golfe du Mexique aux États-Unis,. Il a une superficie totale de 1 833 km2, composée de 1 796 km2 de terres et de 37,53 km2 de zones aquatiques. Le terrain est généralement plat avec des prairies de hautes herbes tachetées de mesquites et de chênes. L'altitude maximum est de 61 m. Le comté est drainé par le Rio Nueces au sud, la rivière Aransas (en), au nord, et le ruisseau Chiltipin qui s'écoule dans les parties centrales.

## Comtés adjacents
| Comté de Live Oak  | Comté de Bee Comté de Refugio | Comté d'Aransas |
|                    | comté de San Patricio         |                 |
| Comté de Jim Wells | Comté de Nueces               |                 |

## Démographie

Pyramide des âges du comté de San Patricio (2000).

Lors du recensement de 2010, le comté comptait une population de 64 804 habitants. Elle est estimée, en 2017, à 67 215 habitants,.